# Dasysphinx volatilis
Dasysphinx volatilis är en fjärilsart som beskrevs av William Schaus. Dasysphinx volatilis ingår i släktet Dasysphinx och familjen björnspinnare. Inga underarter finns listade i Catalogue of Life.